# Acarospora contraria
Acarospora contraria är en lavart som beskrevs av Hugo Magnusson. Acarospora contraria ingår i släktet Acarospora och familjen Acarosporaceae.   Inga underarter finns listade i Catalogue of Life.